# Fuero

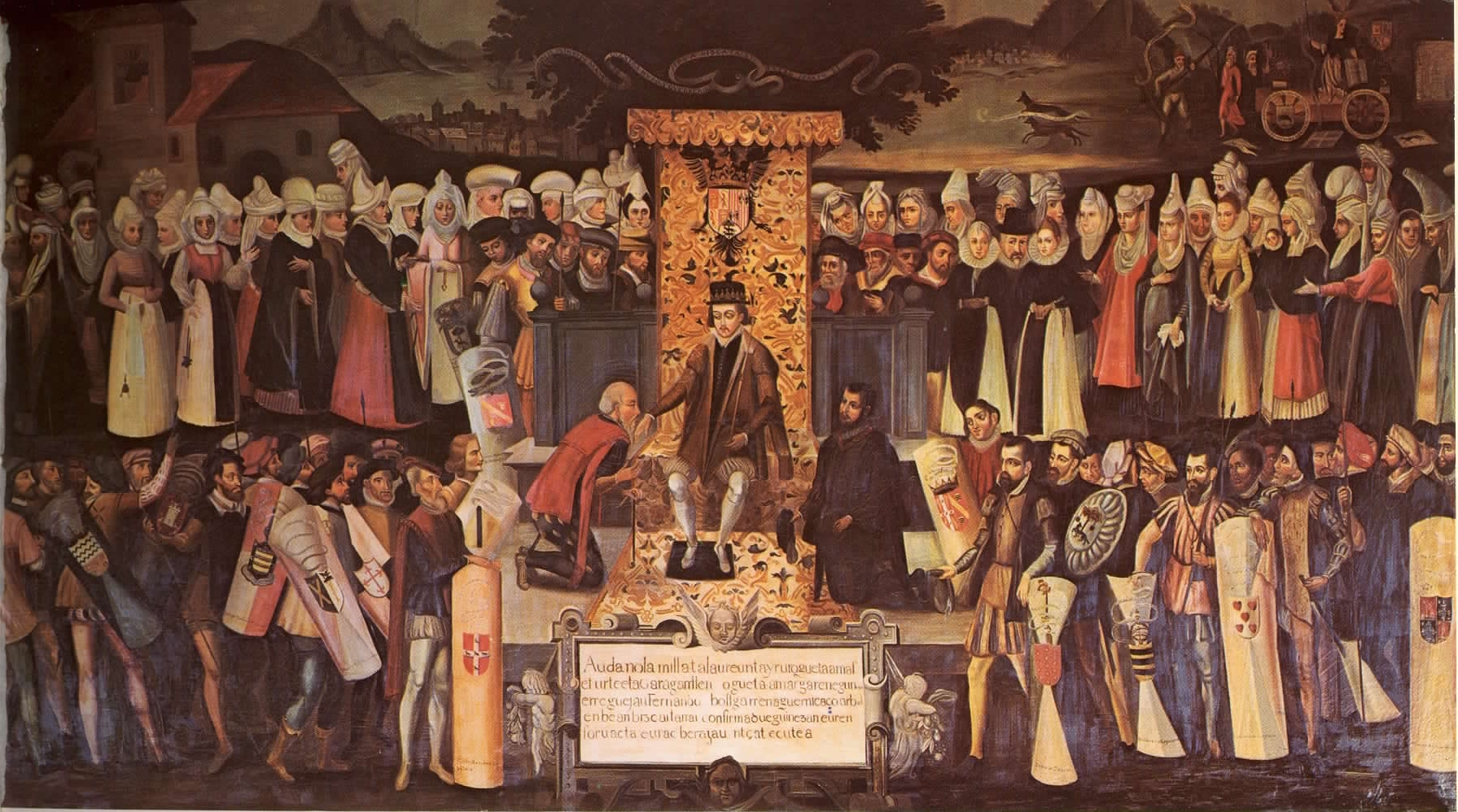
Katolikus Ferdinánd aragóniai király Guernicában aláírja Vizcaya tartomány fuerosát

A fuerók, többes számban fuerosok, (portugálul fuere, a latin forum, azaz 'szokásjog' szóból) a spanyol jog vizigót eredetű ősforrásai. Eredetileg a gót szokásjog szabályai voltak, és a Vizigót Királyság kiépítése közben foglalták írásba őket. A középkorban minden spanyol tartománynak, illetve városnak kialakult az ilyen gyűjteménye; az írott szokásjog reguláit többször és helyről helyre változó módon módosították, illetve kiegészítették, az ún. Anya-Fuero és a Fuero Juzgo (forum judicum) azonban végig érvényben maradt.
A modern jogalkotás a fuerosokat a hatályos jog forrásainak tekinti.